# Stenoma arenaria
Stenoma arenaria es una especie de polilla del género Stenoma, orden Lepidoptera.
Fue descrita científicamente por Walsingham en 1913.

## Distribución
Se distribuye por Brasil.